# Pontecagnano Faiano
Pontecagnano Faiano este o comună din provincia Salerno, regiunea Campania, Italia, cu o populație de 26.078 locuitori (1 ianuarie 2023) și o suprafață de 37,19 km².

## Demografie
Pontecagnano Faiano - evoluția demografică

|  | Graficele sunt indisponibile din cauza unor probleme tehnice. Mai multe informații se găsesc la Phabricator și la wiki-ul MediaWiki. |

Date: Recensăminte sau birourile de statistică - grafică realizată de Wikipedia

## Personalități născute aici
- Enzo Maresca (n. 1980), fotbalist, antrenor.